# Gucheng, Lijiang
Gucheng är ett stadsdistrikt och säte för stadsfullmäktige i Lijiang i Yunnan-provinsen i sydvästra Kina.